# 密教部 (大正蔵)
密教部（みっきょうぶ）とは、大正新脩大蔵経において、密教仏典をまとめた領域のこと。
『大日三部経』（『蘇悉地経』『大日経』『金剛頂経』）や、一部『無上瑜伽タントラ』の漢訳に相当する経なども含まれている。
第10番目の部であり、収録されている経典ナンバーは848から1420まで。巻数では18-21巻に相当する。

## 構成

### 巻別
- 密教部 （一） 第18巻 - No.848-917
- 密教部 （二） 第19巻 - No.918-1029
- 密教部 （三） 第20巻 - No.1030-1198
- 密教部 （四） 第21巻 - No.1199-1420

### 詳細
密教部 （一） 第18巻 - No.848-917
- 848.『大毘盧遮那成仏神変加持経』（大日経）
- 849.『大毘盧遮那仏説要略念誦経』
- 850.『摂大毘盧遮那成仏神変加持経入蓮華胎蔵海会悲生曼荼攞広大念誦儀軌供養方便会』
- 851.『大毘盧遮那経広大儀軌』
- 852.『大毘盧遮那成仏神変加持経蓮華胎蔵悲生曼荼羅広大成就儀軌供養方便会』
- 853.『大毘盧遮那成仏神変加持経蓮華胎蔵菩提幢標幟普通真言蔵広大成就瑜伽』
- 854.『胎蔵梵字真言』
- 855.『青龍寺軌記』
- 856.『大毘盧遮那成仏神変加持経略示七支念誦随行法』
- 857.『大日経略摂念誦随行法』
- 858.『大毘盧遮那略要速疾門五支念誦法』
- 859.『供養儀式』
- 860.『大日経持誦次第儀軌』
- 861.『毘盧遮那五字真言修習儀軌』
- 862.『阿闍梨大曼荼攞灌頂儀軌』
- 863.『大毘盧遮那経阿闍梨真実智品中阿闍梨住阿字観門』
- 864A.『大日如来剣印』
- 864B.『胎蔵金剛教法名号』
- 865.『金剛頂一切如来真実摂大乗現証大教王経』（金剛頂経）
- 866.『金剛頂瑜伽中略出念誦経』
- 867.『金剛峯楼閣一切瑜伽瑜祇経』
- 868.『諸仏境界摂真実経』
- 869.『金剛頂経瑜伽十八会指帰』
- 870.『略述金剛頂瑜伽分別聖位修証法門』
- 871.『金剛頂瑜伽略述三十七尊心要』
- 872.『金剛頂瑜伽三十七尊出生義』
- 873.『金剛頂蓮華部心念誦儀軌』
- 874.『金剛頂一切如来真実摂大乗現証大教王経』
- 875.『蓮華部心念誦儀軌』
- 876.『金剛頂瑜伽修習毘盧遮那三摩地法』
- 877.『金剛頂経毘盧遮那一百八尊法身契印』
- 878.『金剛頂経金剛界大道場毘盧遮那如来自受用身内証智眷属法身異名仏最上乗秘密三摩地礼懺文』
- 879.『金剛頂瑜伽三十七尊礼』
- 880.『瑜伽金剛頂経釈字母品』
- 881.『賢劫十六尊』
- 882.『一切如来真実摂大乗現証三昧大教王経』
- 883.『秘密三昧大教王経』
- 884.『秘密相経』
- 885.『一切如来金剛三業最上秘密大教王経』
- 886.『金剛場荘厳般若波羅蜜多教中一分』
- 887.『無二平等最上瑜伽大教王経』
- 888.『一切秘密最上名義大教王儀軌』
- 889.『一切如来大秘密王未曾有最上微妙大曼拏羅経』
- 890.『瑜伽大教王経』
- 891.『幻化網大瑜伽教十忿怒明王大明観想儀軌経』
- 892.『大悲空智金剛大教王儀軌経』
- 893.『蘇悉地羯羅経』
- 894.『蘇悉地羯羅供養法』
- 895.『蘇婆呼童子請問経』
- 896.『妙臂菩薩所問経』
- 897.『蕤呬耶経』
- 898.『毘奈耶経』
- 899.『清浄法身毘盧遮那心地法門成就一切陀羅尼三種悉地』
- 900.『十八契印』
- 901.『陀羅尼集経』
- 902.『総釈陀羅尼義讃』
- 903.『都部陀羅尼目』
- 904.『念誦結護法普通諸部』
- 905.『三種悉地破地獄転業障出三界秘密陀羅尼法』
- 906.『仏頂尊勝心破地獄転業障出三界秘密三身仏果三種悉地真言儀軌』
- 907.『仏頂尊勝心破地獄転業障出三界秘密陀羅尼』
- 908.『金剛頂瑜伽護摩儀軌』
- 909.『金剛頂瑜伽護摩儀軌』
- 910.『梵天択地法』
- 911.『建立曼荼羅及揀択地法』
- 912.『建立曼荼羅護摩儀軌』
- 913.『火呶供養儀軌』
- 914.『火吽軌別録』
- 915.『受菩提心戒儀』
- 916.『受五戒八戒文』
- 917.『無畏三蔵禅要』

密教部 （二） 第19巻 - No.918-1029
- 918.『諸仏心陀羅尼経』
- 919.『諸仏心印陀羅尼経』
- 920.『仏心経品亦通大随求陀羅尼』
- 921.『阿閦如来念誦供養法』
- 922.『薬師瑠璃光如来消災除難念誦儀軌』
- 923.『薬師如来観行儀軌法』
- 924A.『薬師如来念誦儀軌』
- 924B.『薬師如来念誦儀軌』
- 924C.『薬師儀軌一具』
- 925.『薬師琉璃光王七仏本願功徳経念誦儀軌』
- 926.『薬師琉璃光王七仏本願功徳経念誦儀軌供養法』
- 927.『薬師七仏供養儀軌如意王経』
- 928.『修薬師儀軌布壇法』
- 929.『浄瑠璃浄土摽』
- 930.『無量寿如来観行供養儀軌』
- 931.『金剛頂経観自在王如来修行法』
- 932.『金剛頂経瑜伽観自在王如来修行法』
- 933.『九品往生阿弥陀三摩地集陀羅尼経』
- 934.『無量功徳陀羅尼経』
- 935.『極楽願文』
- 936.『大乗無量寿経』
- 937.『大乗聖無量寿決定光明王如来陀羅尼経』
- 938.『釈迦文尼仏金剛一乗修行儀軌法品』
- 939.『大乗観想曼拏羅浄諸悪趣経』
- 940.『帝釈巌秘密成就儀軌』
- 941.『釈迦牟尼仏成道在菩提樹降魔讃』
- 942.『釈迦仏讃』
- 943.『無能勝幡王如来荘厳陀羅尼経』
- 944A.『大仏頂如来放光悉怛多鉢怛囉陀羅尼』
- 944B.『大仏頂大陀羅尼』
- 945.『大仏頂如来密因修証了義諸菩薩万行首楞厳経』
- 946.『大仏頂広聚陀羅尼経』
- 947.『大仏頂如来放光悉怛多般怛羅大神力都摂一切呪王陀羅尼経大威徳最勝金輪三昧呪品』
- 948.『金輪王仏頂要略念誦法』
- 949.『奇特最勝金輪仏頂念誦儀軌法要』
- 950.『菩提場所説一字頂輪王経』
- 951.『一字仏頂輪王経』
- 952.『五仏頂三昧陀羅尼経』
- 953.『一字奇特仏頂経』
- 954A.『一字頂輪王念誦儀軌』
- 954B.『一字頂輪王念誦儀軌』
- 955.『一字頂輪王瑜伽観行儀軌』
- 956.『大陀羅尼末法中一字心呪経』
- 957.『金剛頂経一字頂輪王瑜伽一切時処念誦成仏儀軌』
- 958.『金剛頂経一字頂輪王儀軌音義』
- 959.『頂輪王大曼荼羅灌頂儀軌』
- 960.『一切如来説仏頂輪王一百八名讃』
- 961.『如意宝珠転輪秘密現身成仏金輪呪王経』
- 962.『宝悉地成仏陀羅尼経』
- 963.『熾盛光大威徳消災吉祥陀羅尼経』
- 964.『大威徳金輪仏頂熾盛光如来消除一切災難陀羅尼経』
- 965.『大妙金剛大甘露軍拏利焰鬘熾盛仏頂経』
- 966.『大聖妙吉祥菩薩説除災教令法輪』
- 967.『仏頂尊勝陀羅尼経』
- 968.『仏頂尊勝陀羅尼経』
- 969.『仏頂最勝陀羅尼経』
- 970.『最勝仏頂陀羅尼浄除業障呪経』
- 971.『仏頂尊勝陀羅尼経』
- 972.『仏頂尊勝陀羅尼念誦儀軌法』
- 973.『尊勝仏頂脩瑜伽法軌儀』
- 974A.『最勝仏頂陀羅尼経』
- 974B.『仏頂尊勝陀羅尼』
- 974C.『加句霊験仏頂尊勝陀羅尼記』
- 974D.『仏頂尊勝陀羅尼注義』
- 974E.『仏頂尊勝陀羅尼真言』
- 974F.『仏頂尊勝陀羅尼別法』
- 975.『白傘蓋大仏頂王最勝無比大威徳金剛無礙大道場陀羅尼念誦法要』
- 976.『仏頂大白傘蓋陀羅尼経』
- 977.『大白傘蓋総持陀羅尼経』
- 978.『一切如来烏瑟膩沙最勝総持経』
- 979.『于瑟抳沙毘左野陀羅尼』
- 980.『大勝金剛仏頂念誦儀軌』
- 981.『大毘盧遮那仏眼修行儀軌』
- 982.『仏母大孔雀明王経』
- 983A.『大孔雀明王画像壇場儀軌』
- 983B.『孔雀経真言等梵本』
- 984.『孔雀王呪経』
- 985.『大孔雀呪王経』
- 986.『大金色孔雀王呪経』
- 987.『大金色孔雀王呪経』
- 988.『孔雀王呪経』
- 989.『大雲輪請雨経』
- 990.『大雲経祈雨壇法』
- 991.『大雲輪請雨経』
- 992.『大方等大雲経請雨品第六十四』
- 993.『大雲経請雨品第六十四』
- 994.『仁王護国般若波羅蜜多経陀羅尼念誦儀軌』
- 995.『仁王般若念誦法』
- 996.『仁王般若陀羅尼釈』
- 997.『守護国界主陀羅尼経』
- 998.『回向輪経』
- 999.『守護大千国土経』
- 1000.『成就妙法蓮華経王瑜伽観智儀軌』
- 1001.『法華曼荼羅威儀形色法経』
- 1002.『不空羂索毘盧遮那仏大灌頂光真言』
- 1003.『大楽金剛不空真実三昧耶経般若波羅蜜多理趣釈』
- 1004.『般若波羅蜜多理趣経大楽不空三昧真実金剛薩埵菩薩等一十七聖大曼荼羅義述』
- 1005A.『大宝広博楼閣善住秘密陀羅尼経』
- 1005B.『宝楼閣経梵字真言』
- 1006.『広大宝楼閣善住秘密陀羅尼経』
- 1007.『牟梨曼陀羅呪経』
- 1008.『菩提場荘厳陀羅尼経』
- 1009.『出生無辺門陀羅尼経』
- 1010.『出生無辺門陀羅尼儀軌』
- 1011.『無量門微密持経』
- 1012.『出生無量門持経』
- 1013.『阿難陀目佉尼呵離陀経』
- 1014.『無量門破魔陀羅尼経』
- 1015.『阿難陀目佉尼呵離陀隣尼経』
- 1016.『舎利弗陀羅尼経』
- 1017.『一向出生菩薩経』
- 1018.『出生無辺門陀羅尼経』
- 1019.『大方広仏華厳経入法界品四十二字観門』
- 1020.『大方広仏花厳経入法界品頓証毘盧遮那法身字輪瑜伽儀軌』
- 1021.『華厳経心陀羅尼』
- 1022.『一切如来心秘密全身舎利宝篋印陀羅尼経』
- 1023.『一切如来正法秘密篋印心陀羅尼経』
- 1024.『無垢浄光大陀羅尼経』
- 1025.『仏頂放無垢光明入普門観察一切如来心陀羅尼経』
- 1026.『造塔延命功徳経』
- 1027.『金剛光焰止風雨陀羅尼経』
- 1028A.『護諸童子陀羅尼経』
- 1028B.『童子経念誦法』
- 1029.『安宅陀羅尼呪経』

密教部 （三） 第20巻 - No.1030-1198
- 1030.『観自在大悲成就瑜伽蓮華部念誦法門』
- 1031.『聖観自在菩薩心真言瑜伽観行儀軌』
- 1032.『瑜伽蓮華部念誦法』
- 1033.『金剛恐怖集会方広軌儀観自在菩薩三世最勝心明王経』
- 1034.『呪五首』
- 1035.『千転陀羅尼観世音菩薩呪』
- 1036.『千転大明陀羅尼経』
- 1037.『観自在菩薩説普賢陀羅尼経』
- 1038.『清浄観世音普賢陀羅尼経』
- 1039.『阿唎多羅陀羅尼阿嚕力経』
- 1040.『金剛頂降三世大儀軌法王教中観自在菩薩心真言一切如来蓮花大曼拏攞品』
- 1041.『観自在菩薩心真言一印念誦法』
- 1042.『観自在菩薩大悲智印周遍法界利益衆生薫真如法』
- 1043.『請観世音菩薩消伏毒害陀羅尼呪経』
- 1044.『六字呪王経』
- 1045.『六字神呪王経』
- 1046.『六字大陀羅尼呪経』
- 1047.『聖六字大明王陀羅尼経』
- 1048.『大護明大陀羅尼経』
- 1049.『聖六字増寿大明陀羅尼経』
- 1050.『大乗荘厳宝王経』
- 1051.『一切仏摂相応大教王経聖観自在菩薩念誦儀軌』
- 1052.『讃観世音菩薩頌』
- 1053.『聖観自在菩薩功徳讃』
- 1054.『聖観自在菩薩一百八名経』
- 1055.『大明太宗文皇帝御製観音讃・聖観自在菩薩梵讃』
- 1056.『金剛頂瑜伽千手千眼観自在菩薩修行儀軌経』
- 1057.『千眼千臂観世音菩薩陀羅尼神呪経』
- 1058.『千手千眼観世音菩薩姥陀羅尼身経』
- 1059.『千手千眼観世音菩薩治病合薬経』
- 1060.『千手千眼観世音菩薩広大円満無礙大悲心陀羅尼経』
- 1061.『千手千眼観自在菩薩広大円満無礙大悲心陀羅尼呪本』
- 1062A.『千手千眼観世音菩薩大身呪本』
- 1062B.『世尊聖者千眼千首千足千舌千臂観自在菩提薩埵怛嚩広大円満無礙大悲心陀羅尼』
- 1063.『番大悲神呪』
- 1064.『千手千眼観世音菩薩大悲心陀羅尼』
- 1065.『千光眼観自在菩薩秘密法経』
- 1066.『大悲心陀羅尼修行念誦略儀』
- 1067.『摂無礙大悲心大陀羅尼経計一法中出無量義南方満願補陀落海会五部諸尊等弘誓力方位及威儀形色執持三摩耶幖幟曼荼羅儀軌』
- 1068.『千手観音造次第法儀軌』
- 1069.『十一面観自在菩薩心密言念誦儀軌経』
- 1070.『十一面観世音神呪経』
- 1071.『十一面神呪心経』
- 1072A.『聖賀野紇哩縛大威怒王立成大神験供養念誦儀軌法品』
- 1072B.『馬頭観音心陀羅尼』
- 1073.『何耶掲唎婆像法』
- 1074.『何耶掲唎婆観世音菩薩受法壇』
- 1075.『七倶胝仏母准提大明陀羅尼経』
- 1076.『七倶胝仏母所説准提陀羅尼経』
- 1077.『七倶胝仏母心大准提陀羅尼経』
- 1078.『七仏倶胝仏母心大准提陀羅尼法』
- 1079.『七倶胝独部法』
- 1080.『如意輪陀羅尼経』
- 1081.『観自在菩薩如意心陀羅尼呪経』
- 1082.『観世音菩薩秘密蔵如意輪陀羅尼神呪経』
- 1083.『観世音菩薩如意摩尼陀羅尼経』
- 1084.『観世音菩薩如意摩尼輪陀羅尼念誦法』
- 1085.『観自在菩薩如意輪念誦儀軌』
- 1086.『観自在菩薩如意輪瑜伽』
- 1087.『観自在如意輪菩薩瑜伽法要』
- 1088.『如意輪菩薩観門義注秘訣』
- 1089.『都表如意摩尼転輪聖王次第念誦秘密最要略法』
- 1090.『如意輪蓮華心如来修行観門儀』
- 1091.『七星如意輪秘密要経』
- 1092.『不空羂索神変真言経』
- 1093.『不空羂索呪経』
- 1094.『不空羂索神呪心経』
- 1095.『不空羂索呪心経』
- 1096.『不空羂索陀羅尼経』
- 1097.『不空羂索陀羅尼自在王呪経』
- 1098.『不空羂索陀羅尼儀軌経』
- 1099.『聖観自在菩薩不空王秘密心陀羅尼経』
- 1100.『葉衣観自在菩薩経』
- 1101.『大方広曼殊室利経』
- 1102.『金剛頂経多羅菩薩念誦法』
- 1103.『観自在菩薩随心呪経・観自在菩薩怛嚩多唎随心陀羅尼経』
- 1104.『聖多羅菩薩経』
- 1105.『聖多羅菩薩一百八名陀羅尼経』
- 1106.『讃揚聖徳多羅菩薩一百八名経』
- 1107.『聖多羅菩薩梵讃』
- 1108A.『御製救度仏母讃・聖救度仏母二十一種礼讃経』
- 1108B.『救度仏母二十一種礼讃経』
- 1109.『白救度仏母讃』
- 1110.『一髻尊陀羅尼経』
- 1111.『青頸観自在菩薩心陀羅尼経』
- 1112.『金剛頂瑜伽青頸大悲王観自在念誦儀軌』
- 1113A.『観自在菩薩広大円満無礙大悲心陀羅尼・観世音菩薩施食』
- 1113B.『大慈大悲救苦観世音自在王菩薩広大円満無礙自在青頸大悲心陀羅尼』
- 1114.『毘倶胝菩薩一百八名経』
- 1115.『観自在菩薩阿麼悒法』
- 1116.『広大蓮華荘厳曼拏羅滅一切罪陀羅尼経』
- 1117.『観自在菩薩母陀羅尼経』
- 1118.『十八臂陀羅尼経』
- 1119.『大楽金剛薩埵修行成就儀軌』
- 1120A.『金剛頂勝初瑜伽経中略出大楽金剛薩埵念誦儀』
- 1120B.『勝初瑜伽儀軌真言』
- 1121.『金剛頂普賢瑜伽大教王経大楽不空金剛薩埵一切時方成就儀』
- 1122.『金剛頂瑜伽他化自在天理趣会普賢修行念誦儀軌』
- 1123.『金剛頂勝初瑜伽普賢菩薩念誦法』
- 1124.『普賢金剛薩埵略瑜伽念誦儀軌』
- 1125.『金剛頂瑜伽金剛薩埵五秘密修行念誦儀軌』
- 1126.『普賢曼拏羅経』
- 1127.『普賢菩薩陀羅尼経』
- 1128.『最上大乗金剛大教宝王経』
- 1129.『金剛手菩薩降伏一切部多大教王経』
- 1130.『大乗金剛髻珠菩薩修行分』
- 1131.『聖金剛手菩薩一百八名梵讃』
- 1132.『金剛王菩薩秘密念誦儀軌』
- 1133.『金剛寿命陀羅尼念誦法』
- 1134A.『金剛寿命陀羅尼経法』
- 1134B.『金剛寿命陀羅尼経』
- 1135.『一切如来金剛寿命陀羅尼経』
- 1136.『一切諸如来心光明加持普賢菩薩延命金剛最勝陀羅尼経』
- 1137.『善法方便陀羅尼経』
- 1138.『金剛秘密善門陀羅尼呪経・金剛秘密善門陀羅尼経』
- 1139.『護命法門神呪経』
- 1140.『延寿妙門陀羅尼経』
- 1141.『慈氏菩薩略修瑜誐念誦法』
- 1142.『慈氏菩薩陀羅尼』
- 1143.『慈氏菩薩誓願陀羅尼経』
- 1144.『弥勒菩薩発願王偈』
- 1145.『虚空蔵菩薩能満諸願最勝心陀羅尼求聞持法』
- 1146.『大虚空蔵菩薩念誦法』
- 1147.『聖虚空蔵菩薩陀羅尼経』
- 1148.『虚空蔵菩薩陀羅尼』
- 1149.『五大虚空蔵菩薩速疾大神験秘密式経』
- 1150.『転法輪菩薩摧魔怨敵法』
- 1151.『修習般若波羅蜜菩薩観行念誦儀軌』
- 1152.『仏母般若波羅蜜多大明観想儀軌』
- 1153.『普遍光明清浄熾盛如意宝印心無能勝大明王大随求陀羅尼経』
- 1154.『随求即得大自在陀羅尼神呪経』
- 1155.『金剛頂瑜伽最勝秘密成仏随求即得神変加持成就陀羅尼儀軌』
- 1156A.『大随求即得大陀羅尼明王懺悔法』
- 1156B.『宗叡僧正於唐国師所口受』
- 1157.『香王菩薩陀羅尼呪経』
- 1158.『地蔵菩薩儀軌』
- 1159A.『ジ（山+𠆢+土）𡇪大道心駆策法』
- 1159B.『地蔵菩薩陀羅尼経』
- 1160.『日光菩薩月光菩薩陀羅尼』
- 1161.『観薬王薬上二菩薩経』
- 1162.『持世陀羅尼経』
- 1163.『雨宝陀羅尼経』
- 1164.『大乗聖吉祥持世陀羅尼経』
- 1165.『聖持世陀羅尼経』
- 1166.『馬鳴菩薩大神力無比験法念誦軌儀』
- 1167.『八大菩薩曼荼羅経』
- 1168A.『大乗八大曼拏羅経』
- 1168B.『八曼荼羅経』
- 1169.『持明蔵瑜伽大教尊那菩薩大明成就儀軌経』
- 1170.『金剛香菩薩大明成就儀軌経』
- 1171.『金剛頂経瑜伽文殊師利菩薩法一品』
- 1172.『金剛頂超勝三界経説文殊五字真言勝相』
- 1173.『金剛頂経曼殊室利菩薩五字心陀羅尼品』
- 1174.『五字陀羅尼頌』
- 1175.『金剛頂経瑜伽文殊師利菩薩供養儀軌』
- 1176.『曼殊室利童子菩薩五字瑜伽法』
- 1177A.『大乗瑜伽金剛性海曼殊室利千臂千鉢大教王経』
- 1177B.『千鉢文殊一百八名讃』
- 1178.『文殊菩薩献仏陀羅尼名烏蘇吒』
- 1179.『文殊師利菩薩六字呪功能法経』
- 1180.『六字神呪経』
- 1181.『大方広菩薩蔵経中文殊師利根本一字陀羅尼経』
- 1182.『曼殊室利菩薩呪蔵中一字呪王経』
- 1183.『一髻文殊師利童子陀羅尼念誦儀軌』
- 1184.『大聖妙吉祥菩薩秘密八字陀羅尼修行曼荼羅次第儀軌法』
- 1185A.『文殊師利法宝蔵陀羅尼経』
- 1185B.『文殊師利宝蔵陀羅尼経』
- 1186.『妙吉祥菩薩陀羅尼』
- 1187.『最勝妙吉祥根本智最上秘密一切名義三摩地分』
- 1188.『文殊所説最勝名義経』
- 1189.『文殊菩薩最勝真実名義経』
- 1190.『聖妙吉祥真実名経』
- 1191.『大方広菩薩蔵文殊師利根本儀軌経』
- 1192.『妙吉祥平等秘密最上観門大教王経』
- 1193.『妙吉祥平等瑜伽秘密観身成仏儀軌』
- 1194.『妙吉祥平等観門大教王経略出護摩儀』
- 1195.『大聖文殊師利菩薩讃仏法身礼』
- 1196.『曼殊室利菩薩吉祥伽陀』
- 1197.『文殊師利一百八名梵讃』
- 1198.『聖者文殊師利発菩提心願文』

密教部 （四） 第21巻 - No.1199-1420
- 1199.『金剛手光明灌頂経最勝立印聖無動尊大威怒王念誦儀軌法品』
- 1200.『底哩三昧耶不動尊威怒王使者念誦法』
- 1201.『底哩三昧耶不動尊聖者念誦秘密法』
- 1202.『不動使者陀羅尼秘密法』
- 1203.『聖無動尊安鎮家国等法』
- 1204.『聖無動尊一字出生八大童子秘要法品』
- 1205.『勝軍不動明王四十八使者秘密成就儀軌』
- 1206.『倶利伽羅大龍勝外道伏陀羅尼経』
- 1207.『説矩里迦龍王像法』
- 1208.『倶力迦羅龍王儀軌』
- 1209.『金剛頂瑜伽降三世成就極深密門』
- 1210.『降三世忿怒明王念誦儀軌』
- 1211.『甘露軍荼利菩薩供養念誦成就儀軌』
- 1212.『西方陀羅尼蔵中金剛族阿蜜哩多軍吒利法』
- 1213.『千臂軍荼利梵字真言』
- 1214.『聖閻曼徳迦威怒王立成大神験念誦法』
- 1215.『大乗方広曼殊室利菩薩華厳本教閻曼徳迦忿怒王真言大威徳儀軌品』
- 1216.『大方広曼殊室利童真菩薩華厳本教讃閻曼徳迦忿怒王真言阿毘遮嚕迦儀軌品』
- 1217.『妙吉祥最勝根本大教経』
- 1218.『文殊師利耶曼徳迦呪法』
- 1219.『曼殊室利焰曼徳迦万愛秘術如意法』
- 1220.『金剛薬叉瞋怒王息災大威神験念誦儀軌』
- 1221.『青色大金剛薬叉辟鬼魔法』
- 1222.『聖迦柅忿怒金剛童子菩薩成就儀軌経』
- 1223.『無量寿仏化身大忿迅倶摩羅金剛念誦瑜伽儀軌法』
- 1224.『金剛童子持念経』
- 1225.『大威怒烏蒭沙摩儀軌経』
- 1226.『烏蒭沙摩明王儀軌梵字』
- 1227.『大威力烏枢瑟摩明王経』
- 1228.『穢跡金剛説神通大満陀羅尼法術霊要門』
- 1229.『穢跡金剛禁百変法経』
- 1230.『大輪金剛総持陀羅尼経』
- 1231.『大輪金剛修行悉地成就及供養法』
- 1232.『播般曩結使波金剛念誦儀』
- 1233.『無能勝大明王陀羅尼経』
- 1234.『無能勝大明陀羅尼経』
- 1235.『無能勝大明心陀羅尼経』
- 1236.『聖無能勝金剛火陀羅尼経』
- 1237.『阿吒婆拘鬼神大将上仏陀羅尼神呪経』
- 1238.『阿吒婆参鬼神大将上仏陀羅尼経』
- 1239.『阿吒薄倶元帥大将上仏陀羅尼経修行儀軌』
- 1240.『阿吒薄参付嘱呪』
- 1241.『伽馱金剛真言』
- 1242.『妙吉祥瑜伽大教金剛陪囉嚩輪観想成就儀軌経』
- 1243.『出生一切如来法眼遍照大力明王経』
- 1244.『毘沙門天王経』
- 1245.『毘沙門天王経』
- 1246.『摩訶吠室囉末那野提婆喝囉闍陀羅尼儀軌』
- 1247.『北方毘沙門天王随軍護法儀軌』
- 1248.『北方毘沙門天王随軍護法真言』
- 1249.『毘沙門儀軌』
- 1250.『北方毘沙門多聞宝蔵天王神妙陀羅尼別行儀軌』
- 1251.『吽迦陀野儀軌』
- 1252.『大吉祥天女十二名号経』
- 1253.『大吉祥天女十二契一百八名無垢大乗経』
- 1254.『末利支提婆華鬘経』
- 1255.『摩利支天菩薩陀羅尼経』
- 1256.『摩利支天陀羅尼呪経』
- 1257.『大摩里支菩薩経』
- 1258.『摩利支菩薩略念誦法』
- 1259.『摩利支天一印法』
- 1260.『大薬叉女歓喜母并愛子成就法』
- 1261.『訶利帝母真言経』
- 1262.『鬼子母経』
- 1263.『氷掲羅天童子経』
- 1264.『観自在菩薩化身蘘麌哩曳童女銷伏毒害陀羅尼経』
- 1265.『常瞿利毒女陀羅尼呪経』
- 1266.『大聖天歓喜双身毘那夜迦法』
- 1267.『使呪法経』
- 1268.『大使呪法経』
- 1269.『金色誐那缽底陀羅尼経』
- 1270.『大聖歓喜双身大自在天毘那夜迦王帰依念誦供養法』
- 1271.『摩訶毘盧遮那如来定恵均等入三昧耶身双身大聖歓喜天菩薩修行秘密法儀軌』
- 1272.『金剛薩埵説頻那夜迦天成就儀軌経』
- 1273.『毘那夜迦誐那缽底瑜伽悉地品秘要』
- 1274.『大聖歓喜双身毘那夜迦天形像品儀軌』
- 1275.『聖歓喜天式法』
- 1276.『文殊師利菩薩根本大教王経金翅鳥王品』
- 1277.『速疾立験摩醯首羅天説阿尾奢法』
- 1278.『迦楼羅及諸天密言経』
- 1279.『摩醯首羅天法要』
- 1280.『摩醯首羅大自在天王神通化生伎芸天女念誦法』
- 1281.『那羅延天共阿修羅王闘戦法』
- 1282.『宝蔵天女陀羅尼法』
- 1283.『宝蔵神大明曼拏羅儀軌経』
- 1284.『聖宝蔵神儀軌経』
- 1285.『宝賢陀羅尼経』
- 1286.『堅牢地天儀軌』
- 1287.『大黒天神法』
- 1288.『最上秘密那拏天経』
- 1289.『金毘羅童子威徳経』
- 1290.『焰羅王供行法次第』
- 1291.『深沙大将儀軌』
- 1292.『法華十羅刹法』
- 1293.『般若守護十六善神王形体』
- 1294.『施八方天儀則』
- 1295.『供養護世八天法』
- 1296.『十天儀軌』
- 1297.『供養十二大威徳天報恩品』
- 1298.『十二天供儀軌』
- 1299.『文殊師利菩薩及諸仙所説吉凶時日善悪宿曜経』
- 1300.『摩登伽経』
- 1301.『舎頭諫太子二十八宿経』
- 1302.『諸星母陀羅尼経』
- 1303.『聖曜母陀羅尼経』
- 1304.『宿曜儀軌』
- 1305.『北斗七星念誦儀軌』
- 1306.『北斗七星護摩秘要儀軌』
- 1307.『北斗七星延命経』
- 1308.『七曜攘災決』
- 1309.『七曜星辰別行法』
- 1310.『北斗七星護摩法』
- 1311.『梵天火羅九曜』
- 1312.『難儞計湿嚩囉天説支輪経』
- 1313.『救抜焰口餓鬼陀羅尼経』
- 1314.『救面然餓鬼陀羅尼神呪経』
- 1315.『施諸餓鬼飲食及水法』
- 1316.『甘露経陀羅尼呪』
- 1317.『甘露陀羅尼呪』
- 1318.『瑜伽集要救阿難陀羅尼焰口軌儀経』
- 1319.『瑜伽集要焰口施食起教阿難陀縁由』
- 1320.『瑜伽集要焰口施食儀』
- 1321.『施餓鬼甘露味大陀羅尼経』
- 1322.『新集浴像儀軌』
- 1323.『除一切疾病陀羅尼経』
- 1324.『能浄一切眼疾病陀羅尼経』
- 1325.『療痔病経』
- 1326.『呪時気病経』
- 1327.『呪歯経』
- 1328.『呪目経』
- 1329.『呪小児経』
- 1330.『囉嚩拏説救療小児疾病経』
- 1331.『灌頂七万二千神王護比丘呪経』
- 1332.『七仏八菩薩所説大陀羅尼神呪経』
- 1333.『虚空蔵菩薩問七仏陀羅尼呪経』
- 1334.『如来方便善巧呪経』
- 1335.『大吉義神呪経』
- 1336.『陀羅尼雑集』
- 1337.『種種雑呪経』
- 1338.『呪三首経』
- 1339.『大方等陀羅尼経』
- 1340.『大法炬陀羅尼経』
- 1341.『大威徳陀羅尼経』
- 1342.『無崖際総持法門経』
- 1343.『尊勝菩薩所問一切諸法入無量門陀羅尼経』
- 1344.『金剛上味陀羅尼経』
- 1345.『金剛場陀羅尼経』
- 1346.『諸仏集会陀羅尼経』
- 1347.『息除中夭陀羅尼経』
- 1348.『十二仏名神呪校量功徳除障滅罪経』
- 1349.『称讃如来功徳神呪経』
- 1350.『一切如来名号陀羅尼経』
- 1351.『持句神呪経』
- 1352.『陀隣尼缽経』
- 1353.『東方最勝燈王陀羅尼経』
- 1354.『東方最勝燈王如来経』
- 1355.『聖最上燈明如来陀羅尼経』
- 1356.『華積陀羅尼神呪経』
- 1357.『師子奮迅菩薩所問経』
- 1358.『花聚陀羅尼呪経』
- 1359.『花積楼閣陀羅尼経』
- 1360.『六門陀羅尼経』
- 1361.『六門陀羅尼経論・六門陀羅尼経論広釈』
- 1362.『善夜経』
- 1363.『勝幢臂印陀羅尼経』
- 1364.『妙臂印幢陀羅尼経』
- 1365.『八名普密陀羅尼経』
- 1366.『秘密八名陀羅尼経』
- 1367.『大普賢陀羅尼経』
- 1368.『大七宝陀羅尼経』
- 1369.『百千印陀羅尼経』
- 1370.『持明蔵八大総持王経』
- 1371.『聖大総持王経』
- 1372.『増慧陀羅尼経』
- 1373.『施一切無畏陀羅尼経』
- 1374.『一切功徳荘厳王経』
- 1375.『荘厳王陀羅尼呪経』
- 1376.『聖荘厳陀羅尼経』
- 1377.『宝帯陀羅尼経』
- 1378.『玄師颰陀所説神呪経・幻師颰陀神呪経』
- 1379.『大愛陀羅尼経』
- 1380.『善楽長者経』
- 1381.『大吉祥陀羅尼経』
- 1382.『宿命智陀羅尼』
- 1383.『宿命智陀羅尼経』
- 1384.『缽蘭那賒嚩哩大陀羅尼経』
- 1385.『倶枳羅陀羅尼経』
- 1386.『妙色陀羅尼経』
- 1387.『栴檀香身陀羅尼経』
- 1388.『無畏陀羅尼経』
- 1389.『無量寿大智陀羅尼』
- 1390.『洛叉陀羅尼経』
- 1391.『檀特羅麻油述経』
- 1392.『大寒林聖難拏陀羅尼経』
- 1393.『摩尼羅亶経』
- 1394.『安宅神呪経』
- 1395.『抜済苦難陀羅尼経』
- 1396.『抜除罪障呪王経』
- 1397.『智炬陀羅尼経』
- 1398.『智光滅一切業障陀羅尼経』
- 1399.『滅除五逆罪大陀羅尼経』
- 1400.『消除一切災障宝髻陀羅尼経』
- 1401.『大金剛香陀羅尼経』
- 1402.『消除一切閃電障難随求如意陀羅尼経』
- 1403.『如意摩尼陀羅尼経』
- 1404.『如意宝総持王経』
- 1405.『息除賊難陀羅尼経』
- 1406.『辟除賊害呪経』
- 1407.『辟除諸悪陀羅尼経』
- 1408.『最上意陀羅尼経』
- 1409.『聖最勝陀羅尼経』
- 1410.『勝幡瓔珞陀羅尼経』
- 1411.『蓮華眼陀羅尼経』
- 1412.『宝生陀羅尼経』
- 1413.『尊勝大明王経』
- 1414.『金身陀羅尼経』
- 1415.『大金剛妙高山楼閣陀羅尼』
- 1416.『金剛摧砕陀羅尼』
- 1417.『壊相金剛陀羅尼経』
- 1418.『一切如来安像三昧儀軌経』
- 1419.『造像量度経解』
- 1420.『龍樹五明論』